# کوری (رمان)
کوری (به پرتغالی: Ensaio sobre a Cegueira) رمانی از ژوزه ساراماگو که نخستین بار در سال ۱۹۹۵ منتشر شد. ساراماگو که در سال ۱۹۹۸ جایزهٔ نوبل ادبیات را به‌دست‌آورد در این رمان از کوریِ آدم‌ها سخن گفته‌است. در این رمان، هاله‌ای سفیدرنگ بعد از کور شدن افراد مقابل چشمانشان ظاهر می‌شود.

ساراماگو در این رمان، از تلمیح استفاده کرده و با اشاره به نوشته‌های قدیمی، اثرش را زیباتر و تأثیرگذارتر کرده‌است. 
روزنامه‌ی تایمز (نیویورک تایمز) این رمان را این گونه توصیف می کند:
گسترۀ حماسی این رمان آثار گابریل گارسیا مارکز را در یاد زنده می کند.

## سبک ساراماگو در رمان کوری
ساراماگو در رمان کوری برای شخصیت‌ها اسم انتخاب نکرده‌است. با وجود این، پیچیدگی‌ای در رمان ایجاد نشده و خواننده به راحتی می‌تواند با شخصیت‌های رمان ارتباط ذهنی برقرار کند. ویژگی دیگر این رمان، در بازگشت‌های زمانی به گذشته و آینده در خیال شخصیت‌های رمان است که به زیبایی و جذابیت آن افزوده است.

## خلاصهٔ رمان
داستان از ترافیکِ یک چهارراه آغاز می‌شود. رانندهٔ اتومبیلی به‌ناگاه دچار کوری می‌گردد. به فاصلهٔ اندکی، افراد دیگری که همگی از بیماران یک چشم‌پزشک‌اند، دچار کوری می‌شوند. پزشک با معاینهٔ چشم آن‌ها درمی‌یابد که چشم این افراد به‌طور کامل سالم است، اما آن‌ها هیچ‌چیز نمی‌بینند. جالب آن است که برخلاف بیماری کوری، که همه‌چیز سیاه است، تمامی این افراد دچار دیدی سفید می‌شوند.
پزشک می‌فهمد که این، نوعی کوری است که به چشم ارتباطی پیدا نمی‌کند. از طرف دولت، تمامی افراد نابینا جمع‌آوری و در یک آسایشگاه اسکان داده می‌شوند. پزشک نیز خود دچار این بیماری می‌شود. پلیس برای جلوگیری از شیوع بیماری، پزشک را نیز روانهٔ آسایشگاه می‌کند. همسر پزشک نیز به دروغ اذعان به کوری می‌کند تا بتواند در کنار شوهرش باشد. آن‌ها به آسایشگاه یادشده برده می‌شوند. در آن آسایشگاه تمامی افراد نابینا هستند. نیروهای امنیتی برای افراد غذا تهیه می‌کنند، اما برای عدم سرایت کوری به آنها، تنها غذاها را تا در ورودی آسایشگاه حمل می‌کنند. نابینایان برای تقسیم غذا با هم درگیر می‌شوند. کم‌کم خوی حیوانیِ افراد در این وضعیت فلاکت‌بار بروز می‌کند. کثافت، فحشا و… آسایشگاه را فرا می‌گیرد. عده‌ای از کورها، تحویل غذا را به‌دست می‌گیرند و غذا را به افراد دیگری می‌فروشند. کورها، برای زنده ماندن، از تمامی چیزهای باارزشِ خود می‌گذرند تا به جایی می‌رسد که افراد زورگیر از کورها زن‌هایشان را طلب می‌کنند. درنهایت، کورها راضی می‌شوند تا زنان خود را برای به‌دست آوردن خوراک به آن‌ها بفروشند.
همسر پزشک، که نابینا نشده، شاهد تمامی این مسائل است. زن پزشک عاشقانه سعی در بهبود وضعیت هر یک از افراد می‌کند، اما به‌هیچ‌عنوان اجازه نمی‌دهد کسی از نابینا نبودن او اطلاعی به‌دست آورَد.
همسر پزشک، همراه با دیگر زنان، برای تهیهٔ غذا به اتاق زورگیران می‌رود. یکی از زن‌ها در حین تجاوز، جان خود را ازدست می‌دهد. همسر پزشک شاهدِ این واقعه است. او بار دوم قیچی کوچکش را همراه می‌برد و گلوی رئیس زورگیران را می‌درد. آسایشگاه به‌هم می‌ریزد.یکی دیگر از زنان که مورد تعرض قرار گرفته، آسایشگاه را به  آتش می‌کشد و نابینایان به بیرون می‌ریزند، متوجه می‌شوند که تمامی شهر و کشور نابینا شده‌اند. همه‌جا خالی است، خانه‌ها، شهر و… مرده‌ها و کثافت شهر را فرا گرفته است. باران شدیدی می‌بارد. گروه‌های نابینایان برای غارت غذا در شهر پرسه می‌زنند. همسر پزشک نیز همراه گروهی شده که شامل: مرد اول در ترافیک و همسرش، دختر کوری که عینک آفتابی زده، پیرمردی که چشم بند مشکی بسته، خودِ پزشک، پسربچه‌ای که یک چشمش لوچ است، و یک سگ در شهر شروع به پرسه زدن می‌کنند. در جستجوی غذا تمامی شهر را می‌گردند. زن پزشک برای افراد غذا پیدا می‌کند تا زنده بمانند.
مردم از فرط ناامیدی، به هر چیزی متوسل شده‌اند. عده‌ای برای عده‌ای دیگر سخنرانی می‌کنند. همگی به دنبال راه چاره هستند.

رمان کوری اثر ساراماگو و برندهٔ جایزهٔ نوبل

عده‌ای از نابینایان در کلیسا جمع شده‌اند تا بر ترس خود غلبه کنند. زن پزشک به آن‌ها ملحق می‌شود. در آنجا متوجه چیز عجیبی می‌شود. چشم تمامی نقاشی‌ها و مجسمه‌های ملائک و معصومین داخل کلیسا با رنگ سفید پوشانده شده و با دستمال بسته شده‌است. زن پزشک به نحوی که بینایی خودش آشکار نشود مردم را آگاه می‌کند و آن‌ها از نابینایی قدیسان هراسان و وحشت زده می‌شوند و به سرعت از کلیسا بیرون می‌روند. به تدریج مردم به این رشد می‌رسند که خود باید سازماندهی این اوضاع را به دست بگیرند. رشد فکری عمومی در جامعه در حال رخ دادن است. با رخ دادن این اتفاقات مردم به تدریج بینایی خود را به دست می‌آورند.
در پایان، زن پزشک، که خود منجی جامعه است، از پزشک می‌پرسد: چرا ما کور شدیم؟ پزشک جواب می‌دهد: نمی‌دانم، اما شاید روزی بفهمیم. زن پزشک جواب می‌دهد: می‌خواهی نظر مرا بدانی؟ من فکر می‌کنم ما کور نشده‌ایم، ما کور هستیم؛ کور اما بینا، کورهایی که می‌توانند ببینند، اما نمی‌بینند.

## ترجمه‌ها در ایران
براساس پایگاه کتابشناسی کتابخانهٔ ملی ایران بیش از ده ترجمهٔ فارسی از این رمان منتشر شده‌است که برخی از آن‌ها چندین بار تجدید چاپ شده‌اند. اسامی مترجمان به همراه مشخصات نشر کتاب (چاپ نخست) به شرح زیر است:
- مینو مشیری. ت‍ه‍ران: ع‍ل‍م، ۱۳۷۸.
- اسدالله امرایی. ت‍ه‍ران: م‍رواری‍د، ۱۳۷۸.
- مهدی غبرایی. ت‍ه‍ران: ن‍ش‍ر م‍رک‍ز، ۱۳۷۸.
- ع‍اطف‍ه اس‍لام‍ی‍ان. ت‍ه‍ران: ک‍ت‍اب آی‍ی‍ن؛ نگارستان کتاب، ۱۳۸۵.
- زهره روشنفکر. تهران: مجید؛ به‌سخن، ۱۳۸۹.
- حبیب گوهری‌راد، بهاره پاریاب. تهران: جمهوری؛ رادمهر، ۱۳۸۹.
- نسیم احمدی. تهران: نسل آفتاب، ۱۳۸۹.
- عبدالحسین عامری‌شهرابی. تهران: دبیر، ۱۳۹۰.
- کیومرث پارسای. تهران: روزگار، ۱۳۹۰.
- کوروش پارسا. تهران: حوض نقره، ۱۳۹۰.
- محمدصادق سبط الشیخ. تهران: میرسعیدی فراهانی، ۱۳۹۱.
- فاطمه رشوند. تهران: آوای مکتوب، ۱۳۹۲.
- ترمه شادان. تهران: هنر پارینه، ۱۳۹۳.
- ملیحه وفایی.قم:پیرامید، ۱۳۹۵.
- جهانپور ملکی الموتی. تهران: سپهرادب،۱۳۹۵(متن غیر کامل).
- زهره افتحاری. تهران: آتیسا.۱۳۹۶.

### نمونه‌ای از ترجمهٔ مینو مشیری
«به مرد کوری بگویید: آزاد هستی؛ دری را که از دنیای خارج جدایش می‌کند باز کنید. بار دیگر به او می‌گوییم: آزادی، برو، و او نمی‌رود، همان‌جا وسط جاده با سایر همراهانش ایستاده، می‌ترسند، نمی‌دانند کجا بروند. واقعیت این است که زندگی دریک هزارتوی منطقی، که توصیف تیمارستان است، قابل قیاس نیست با قدم بیرون گذاشتن از آن بدون مددِ یک دست راهنما یا قلادهٔ یک سگ راهنما برای ورود به هزارتوی شهری آشوب‌زده که حافظه نیز در آن به هیچ دردی نمی‌خورَد، چون حافظه قادر است یادآور تصاویر محله‌ها شود نه راه‌های رسیدن به آنها.»

## نقد کتاب
کوری را می‌توان کتابی انتقادی نسبت به هنجارهای اجتماعی جهان مدرن در نظر گرفت. از این منظر به مسئله ناکاملی و محدودیت‌های فناوری و دانش انسان نیز، وقتی که پرسش تشخیص و درک نیازهای اولیه انسان مطرح می‌شود، اشاره می‌کند. این رمان به مشکلاتی پایه‌ای در زندگی همچون گرسنگی و بیماری می‌پردازد و البته این مساله حالتی کنایی دارد، چون ساراماگو تمدنی را توصیف می‌کند که دارای بافت‌هایی پیشرفته بوده و در طول قرن‌ها توسعه، تکامل یافته است و با این حال در تامین نیازهای اولیه انسان به هنگام بروز بحران درمانده است. در واقع تیمارستان روانی که افراد کور مجبورند آن‌جا بمانند آینه‌ای از زندان‌های امروزی خودمان است. ترس و وحشت اوج می‌گیرد، و نهایتا این حقیقت نمایان می‌شود که کوری نمادی از جهل و نادانی است که فراگیر شده و به جایی می‌رسد که دیگر بین زندگی نابینایان، دنیای تاریک زندانیان و افراد معمولی بیرون از تیمارستان تفاوتی باقی نمی‌ماند.
همچنین می‌توان تفسیری سیاسی از رمان داشت که به اهداف پوچ و خودخواهانه احزاب مختلف حکومتی در طول دوره‌های مختلف می‌پردازد و بی‌اهمیتی آن‌ها نسبت به سرنوشت مردم را بیان می‌کند، احزابی که مدعی هستند زندگی و آسایش مردم برایشان در اولویت است. شکی نیست که قرنطینه کردن نابینایان یادآور اردوگاه‌های مرگی است که نویسنده به خوبی با آن‌ها آشنایی دارد. خاطرات ساراماگو از خشونت و وحشیگری‌های نژادپرستانه جامعه دوران زندگی‌اش در میان جدال زندانیان نابینا در تیمارستان به روشنی احساس می‌شود.
از دیدگاهی فلسفی، ژوزه ساراماگو به مسئله جهل و نادانی به عنوان مرضی مسری و خطرناک در میان انسان‌ها می‌پردازد. برای اثرگذاری بیشتر روی خواننده، نویسنده نشان می‌دهد که چگونه یک چشم پزشک که کارش درمان مشکلات بینایی دیگران است هم یکی از قربانیان این بیماری مسری می‌شود. آنچه ساراماگو در کتاب کوری به صورتی استعاری بیان می‌کند این است که معدود افراد روشنفکری هم که در جامعه قادر به تشخیص بیماری‌های اجتماعی هستند نیز در بلند مدت ممکن است چشم بر نیازهای دیگران ببندند و از آن‌ها غافل شوند. مساله بدتر و تاسف‌آورتر این است که گاهی این افراد روشنفکر با اینکه کاملا به عواقب مشکلات آگاهند اما باز هم همچون مردم ناآگاه و کوته فکر رفتار می‌کنند.
ساراماگو بارها مساله جهل و خرد را در طول روایت داستان رمان کوری بررسی می‌کند. از این منظر، رمان استعاره‌ای است از «عدم توانایی دیدن». ساراماگو می‌گوید رمان کوری را نوشته است تا به افرادی که آن را می‌خوانند یادآور شود که وقتی ما ارزش‌های زندگی را پایین می‌آوریم، خردمان را منحرف کرده‌ایم و اینگونه است که روزانه می‌بینیم کرامت انسانی توسط افرادی که در مسند قدرت ایستاده‌اند مورد حمله قرار می‌گیرد.